# ۸۹ میلی‌متری از اروپا
۸۹ میلی‌متری از اروپا (لهستانی: 89 mm od Europy) یک فیلم کوتاه مستند لهستانی به کارگردانی مارتسل اووژینسکی است که در سال ۱۹۹۳ منتشر شد. عنوان فیلم اشاره به اختلاف ۸۹ میلی‌متری در اندازه ریل در روسیه و اروپا در دوران جنگ سرد دازد.
این فیلم نامزد دریافتِ جایزه اسکار بهترین فیلم مستند کوتاه در شصت و هفتمین دوره جوایز اسکار بود.